# Juan Carlos Aparicio
Juan Carlos Aparicio Pérez (Burgos, 20 de abril de 1955) es un político y químico español.

## Biografía
Nacido en Burgos. Procurador de las Cortes de Castilla y León desde 1983, senador en la legislatura que comenzó en 2004 y diputado del Congreso de los Diputados desde 2006.
Está casado y tiene tres hijos. Fue consejero de la Junta de Castilla y León con José María Aznar López.
Fue Secretario de Estado de la Seguridad Social desde 1996 y Ministro de Trabajo y Asuntos Sociales desde febrero de 2000, tras la dimisión de Manuel Pimentel Siles y hasta julio de 2002, fecha en que sale del gobierno, tras la huelga general de junio.
El 14 de junio de 2003 fue elegido alcalde de la ciudad de Burgos tras obtener la mayoría de 14 concejales de los 27 que componen el ayuntamiento.
El 27 de mayo de 2007 revalidó la mayoría absoluta obteniendo 15 concejales, siendo reelegido alcalde de Burgos el 16 de junio de 2007.
El 9 de marzo de 2008 fue elegido diputado nacional por Burgos. Dos años más tarde decidió abandonar su puesto como alcalde considerando que ocho años son "más que suficientes" para estar en un cargo, dando paso a un nuevo candidato más joven. Así el 16 de diciembre de 2010,  la Junta Directiva Provincial del Partido Popular proclamaba por unanimidad y aclamación a Javier Lacalle Lacalle como nuevo candidato a la alcaldía de Burgos para las elecciones municipales del 22 de mayo de 2011.
En 2013 fue nombrado consejero de Indra como uno de los representantes de la Sociedad Estatal de Participaciones Industriales (SEPI), renunciando a su escaño de diputado.

## Cargos desempeñados
- Procurador en las Cortes de Castilla y León (1983-1989).
- Vicepresidente la Junta de Castilla y León (1989).
- Consejero de Presidencia de la Junta de Castilla y León (1989).
- Diputado por la provincia de Burgos en el Congreso de los Diputados (1989-1996).
- Secretario de Estado de la Seguridad Social (1996-1999).
- Ministro de Trabajo y Asuntos Sociales (1999-2002).
- Diputado por la provincia de Burgos en el Congreso de los Diputados (2000-2004).
- Alcalde de Burgos (2003-2011).
- Senador por la provincia de Burgos en el Senado (2004-2008).
- Diputado por la provincia de Burgos en el Congreso de los Diputados (2008-2013).

## Premios y condecoraciones
Aparicio ha recibido las siguientes condecoraciones:
- Caballero gran cruz de la Orden de Carlos III.
- Cruz de la Orden del Mérito Civil.
- Caballero gran cruz de la Orden de Isabel la Católica.